# Lac de Vonnes
Le lac de Vonnes se trouve en Haute-Savoie sur la commune de Châtel, dans le Chablais français.

## Géographie
Le lac se situe à 800 m de la frontière avec la Suisse. Il est alimenté par le ruisseau de Vonnes, affluent de la Dranse d'Abondance, qui descend du pas de Morgins. 

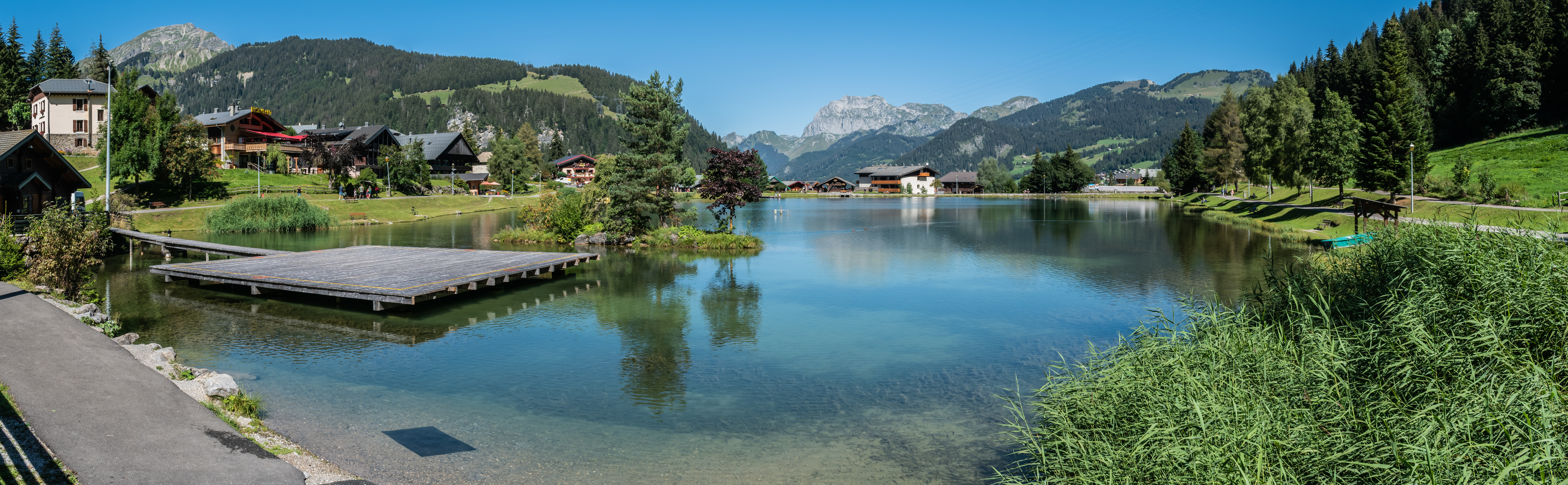
Le lac de Vonnes depuis la rive sud.

## Histoire
Le lac de Vonnes est un lac artificiel qui a été creusé à l'emplacement d'un ancien lac articifiel et d'un marais. L'excavation a débuté en 1973 et la mise en eau a lieu en 1976. 8 m de vase du substrat glaciaire sont ainsi excavés. Un jet d'eau pouvant atteindre une quarantaine de mètres de hauteur est ensuite installé au milieu du lac en 2000.

## Activités
De mi-mai à mi-septembre, on y pratique la pêche à la truite, parfois en nocturne. Des concours de pêche sont organisés certains dimanches. En hiver est également pratiquée la plongée sous glace.